# 미그
미그(러시아어: МиГ, Российская самолётостроительная корпорация „МиГ“, 영어: Russian Aircraft Corporation "MiG")는 러시아의 항공우주 및 군수산업 회사로 모스크바 베고보이구에 본사를 두고 있다.
미코얀은 항공기 설계자 아르툠 미코얀과 미하일 구레비치가 1939년에 설립한 소련 미코얀-구레비치 설계국(Микоя́н и Гуре́вич, МиГ; 실험설계국-155 설계국 접두사 MiG)의 후신이다. 미코얀은 전투기와 요격기로 유명했는데, 이들은 소련 공군과 러시아 공군, 동구권 내 국가들, 그리고 인도 및 많은 아랍 국가들의 주력 기종이 되었다. 미코얀 항공기는 냉전 기간과 그 이후 미국 및 연합군과의 공중전에서 자주 사용되었다.
2006년, 미코얀은 블라디미르 푸틴 러시아 대통령의 명령에 따라 일류신, 이르쿠트, 수호이, 투폴레프, 야코블레프와 합병하여 통합항공기제작사의 부서가 되었다.

## 개발사

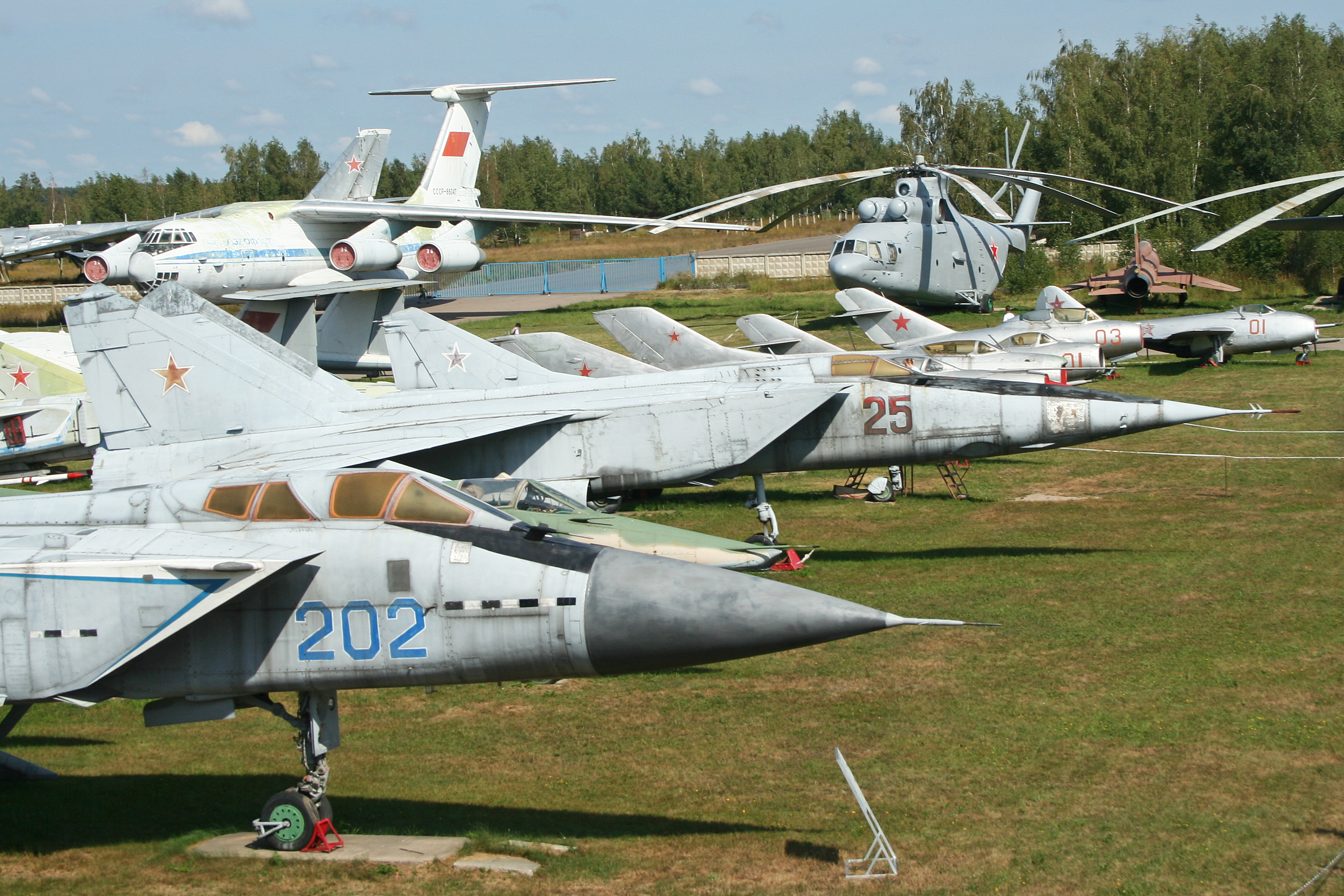
중앙공군박물관에 전시된 MiG-31부터 MiG-9까지의 다양한 미그 전투기.

미코얀은 1939년 12월 8일 항공 공장 #1의 시범 설계 부서로 설립되었으며, 아르툠 미코얀과 미하일 구레비치가 이끌었다. 이후 "A.I. 미코얀 명칭 실험설계국", 즉 미코얀 설계국 또는 미코얀 OKB로 명칭이 변경되었다. 1964년 구레비치는 은퇴했고, 미코얀은 1970년에 사망했다. 그의 뒤를 이어 로스티슬라프 벨랴코프가 계승했고, 1978년에는 미코얀의 이름을 따서 기업 명칭이 변경되었다.
1995년, 미코얀 OKB는 두 생산 시설과 합병하여 모스크바 항공기 생산 연합 "MiG"(MAPO-MiG)를 설립했다. 1990년대에 미그는 미코얀 프로젝트 1.44인 5세대 제트 전투기를 개발하기 시작했지만, 자금 부족으로 인해 프로젝트가 방해받았고 결국 취소되었다.
1999년 12월, 니콜라이 니키틴이 회사의 총감독 겸 총설계자로 임명되었다. 니키틴은 군사 프로그램을 희생하여 Tu-334 여객기 개발에 대부분의 회사 자원을 집중했다. 이로 인해 1999년 12월 MiG-29 및 MiG-31 프로그램의 수석 설계자 및 부 설계자를 포함한 많은 주요 군용 항공기 설계자들이 사임하게 되었다.
니키틴은 2003년 11월 발레리 토랴닌으로 교체되었고, 토랴닌은 다시 2004년 9월 알렉세이 페도로프로 교체되었다. 2006년, 러시아 정부는 미코얀 지분 100%를 일류신, 이르쿠트, 수호이, 투폴레프, 야코블레프와 합병하여 통합항공기제작사라는 새로운 회사를 설립했다. 특히 미코얀과 수호이는 같은 운영 부서에 배치되었다.
미그는 소련 붕괴 이후 주요 항공기 입찰에서 경쟁사 수호이에 뒤처져 실패했다. 보도에 따르면 2017년 말에는 주문 부족으로 인해 수백 명의 직원을 해고했다.
2015년 현재 회사의 사업 제안은 주로 현대화된 MiG-29 항공기로 구성되어 있다. 미그는 4++ 전투기인 MiG-35를 개발하고 있으며, 첫 인도는 2019년 말에 이루어질 것으로 예상된다. 미코얀은 2025년에 첫 스텔스 요격기인 PAK DP 또는 MiG-41을 비행할 예정이다.

## 활동
회사는 군용 항공기 생산을 전문으로 한다. 러시아 정부는 RSC MiG에 민간 및 군용 항공 장비의 개발, 생산 및 기술 지원을 위한 라이선스를 발행했다.
국내 항공기 공장에서 생산된 미그(MiG) 브랜드 항공기의 총 생산량은 약 4만 7천 대이며, 라이선스 생산을 포함하면 약 6만 2천 대에 달한다. 설계국과 256번 공장(현재 A. Ya. 베레즈냐크의 JSC 고스MKB 라두가)의 지부에서 개발된 순항 미사일 생산량은 1만 2천 대 이상이다.
2009년 회사의 매출은 244억 루블에 달했다. 2010년 4월 회사의 수주잔고는 68억 달러에 달했다.
2014년 JSC RSC MiG는 "새로운 과학적 현상 모델 또는 기술 공정 창조"와 "항공 장비 및 부품 개발 성공"(올해의 OKB) 두 부문에서 제3회 "올해의 항공기 제조업체" 경쟁에서 수상자로 선정되었다.
2022년 6월 1일부터 PJSC UAC JSC RSK MiG와 JSC 수호이 회사의 연합에 속하게 되었다.

## 같이 보기
- 미코얀 및 미그 항공기 목록
- 소련 및 CIS 군용기 목록